# Callimedusa baltea
Phyllomedusa baltea é uma espécie de anfíbio da família Phyllomedusidae. É endémica da Peru. Os seus habitats naturais são: regiões subtropicais ou tropicais húmidas de alta altitude e brejos intermitentes de água doce. Esta perereca está ameaçada por perda de habitat.